# Full motion video

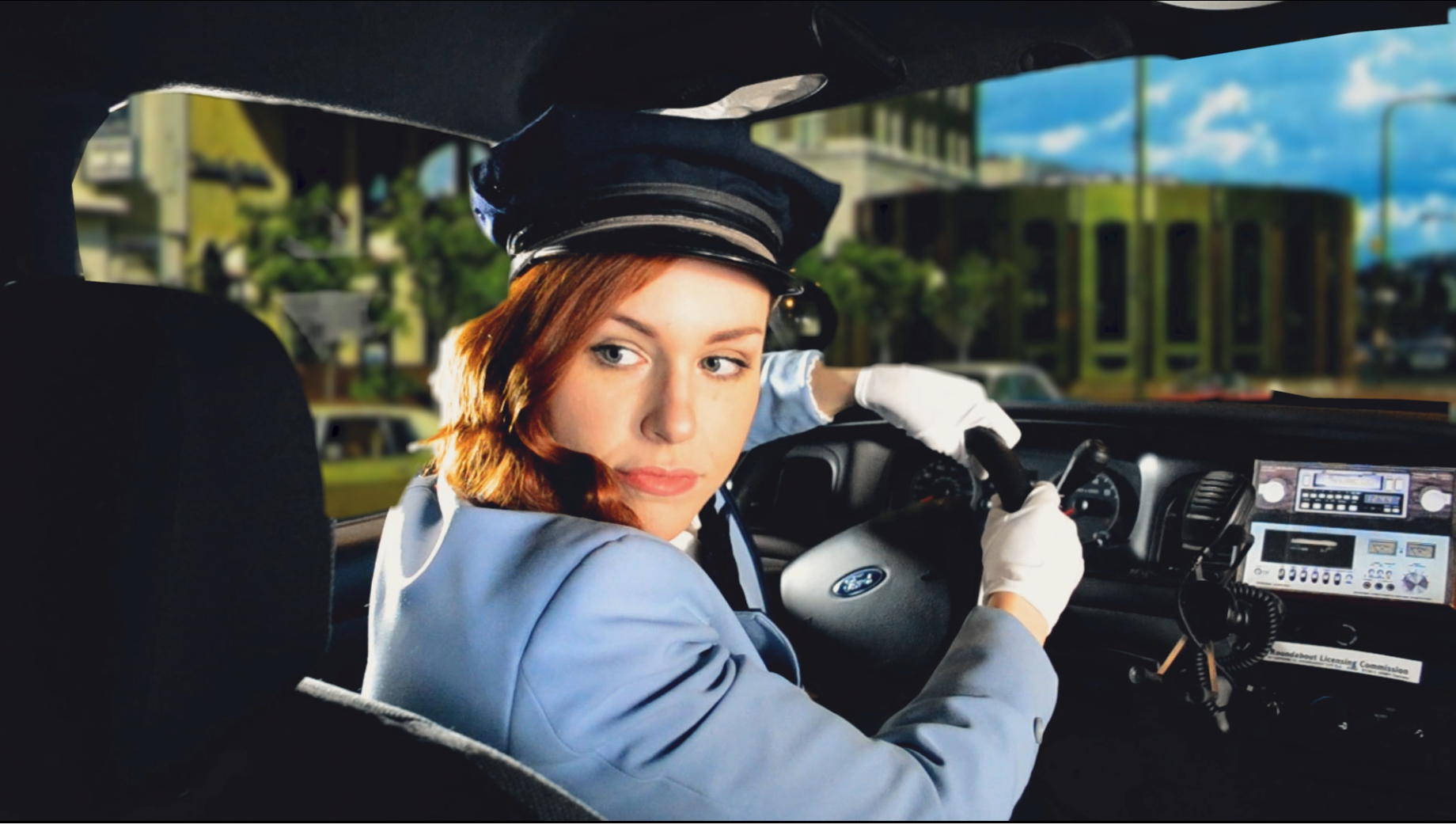
Un intermezzo in FMV di Roundabout

Il full motion video (sigla FMV) è una tecnica di narrazione utilizzata nei videogiochi che impiega dei file video preregistrati per mostrare l'azione, al posto della computer grafica. Mentre molti giochi utilizzano i FMV come modo di presentare informazioni durante gli intermezzi, i titoli che impiegano esclusivamente questa tecnica durante tutto il gioco vengono definiti film interattivi.
L'espressione si usa anche per altri generi di software non di intrattenimento, quando nell'interfaccia fanno uso anche di video preregistrati con riprese.

## Arcade
La prima ondata di giochi FMV nacque sugli arcade del 1983 con la distribuzione di Astron Belt della Sega e Dragon's Lair della Cinematronics. Entrambi i titoli utilizzavano i Laserdisc per salvare i video utilizzati nel gioco, consentendo una qualità visiva nettamente superiore agli altri cabinati arcade. In seguito furono pubblicati altri titolo FMV su Laserdisc nei successivi tre anni e la tecnologia fu considerata come il futuro dell'intrattenimento videoludico. Alcuni giochi di questa generazione usavano i filmati di altre fonti invece di crearne dei nuovi. In Cliff Hanger, Bega's Battle, e Firefox vengono usati video preesistenti mentre altri titoli come Space Ace, Time Gal, Thayer's Quest, Super Don Quix-ote e Cobra Command presentano animazioni originali.
La natura limitata degli FMV, il maggior prezzo richiesto per giocare, gli alti costi hardware e i problemi di affidabilità portarono velocemente al diminuire della loro popolarità. Nel 1985, gli FMV e i Laserdisc non riuscivano più ad attirare l'attenzione delle persone e la tecnologia sparì dai cabinati verso la fine del 1987. RDI Video Systems (Thayer's Quest) cercò di mantenersi in vita realizzando la console casalinga Halcyon, ma non riuscì ad ottenere alcun successo e andò in bancarotta. Cinematronics riuscì a guadagnare ancora e venne acquistata da Tradewest nel 1987. Altre compagnie come la Atari cancellarono i propri prototipi di giochi su Laserdisc prima della loro uscita. Altre, come la Universal, smisero di sviluppare giochi dopo solo una pubblicazione nonostante avessero annunciato numerosi titoli.
Dopo pochi anni, la tecnologia era migliorata e i lettori Laserdisc divennero più affidabili. Oltretutto, i costi diminuirono come il prezzo medio per giocare salì. Questi fattori causarono una rinascita dei giochi arcade su Laserdisc. American Laser Games sviluppò nel 1990 un gioco con le light gun chiamato Mad Dog McCree e divenne un successo. La sola American Laser poteva distribuire una dozzina di giochi Laserdisc nei successivi anni ma altre compagnie tornarono a puntare su questa tecnologia. Dragon's Lair II, un titolo che era rimasto inedito per molti anni, venne pubblicato da Leland riscuotendo un grande successo. Time Traveler spinse lontano la tecnologia utilizzando uno speciale sistema di proiezioni per ricreare un effetto olografico.
Di nuovo la moda passò velocemente e la natura limitata dei Laserdisc ostacolava l'interattività e limitava la ri-giocabilità, una debolezza chiave dei giochi arcade. La American Laser, all'epoca il maggior produttore di giochi su LD, ne interruppe la produzione nel 1994 e molte altre compagnie iniziarono ad optare per le nuove tecnologie. Con il successo della grafica 3D e l'introduzione degli hard disk e dei CD-ROM nei cabinati, i costosi e ingombranti Laserdisc dalla poca memoria non riuscirono a reggere la competizione e in seguito uscirono dal commercio. Mentre i CD verranno impiegati nella seconda metà degli anni novanta, i dischi rigidi, GD-ROM e i DVD-ROM portarono al più grande passo in avanti nell'utilizzo dei FMV negli arcade: la maggior capacità di memoria e la sviluppata ed affidabile tecnologia consentirono di ridurre i costi hardware e aumentare le cut-scenes degli FMV. A causa delle forti limitazioni nel gameplay rispetto ai nuovi giochi, gli FMV non riuscirono più a ritagliarsi una fetta di mercato consistente, tendendo quasi a sparire definitivamente.

## Sistemi casalinghi
Nel 1984 venne sviluppata da RDI Video Systems la console casalinga Halcyon che utilizzava i Laserdisc come supporto destinato ai port di alcuni famosi giochi arcade su Laserdisc. I titoli erano esclusivamente degli FMV, ma la società in seguito annullò l'uscita della console dopo aver prodotto soltanto due titoli per il sistema. La Pioneer provò a reintrodurre la tecnologia con il LaserActive nel 1994, ma ebbe scarso successo a causa del prezzo elevato sia della console sia dei giochi.

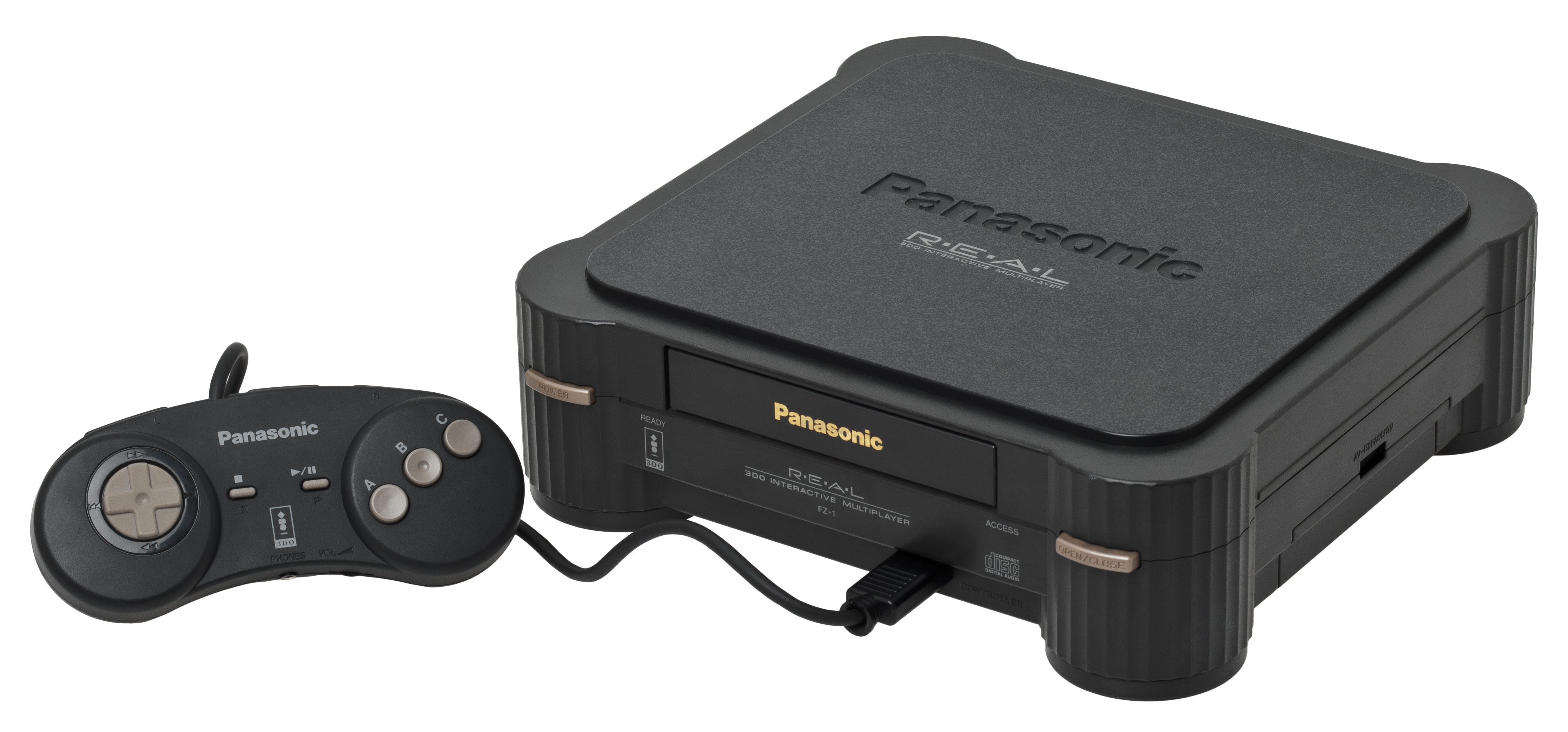
Il 3DO nella versione commercializzata da Panasonic

All'inizio degli anni novanta, quando i PC e le console iniziarono a supportare i giochi su CD, si potevano impiegare dei filmati più lunghi e ciò ha dato origine a una serie di giochi per computer originali basati su FMV come Night Trap (1992), The 7th Guest (1993), Voyeur (1993), Phantasmagoria (1995) e Daryl F. Gates' Police Quest: SWAT (1995). Altri titoli sono stati semplicemente adattati dai giochi arcade Laserdisc, alcuni dei quali vecchi di un decennio. I titoli FMV hanno spesso utilizzato attori di pellicole di serie B e della televisione per concretizzare la possibilità di giocare a un film o a un'animazione interattiva.
Tipico del periodo fu il tentativo di riciclarsi, nel medium innovativo dei filmati per videogiochi, da parte di attori un tempo di successo, ma le cui carriere si erano arenate. Il caso più emblematico è la saga di Wing Commander alla quale presero parte i celebri Malcolm McDowell, John Rhys-Davies e Mark Hamill. Si ricordano anche Kirk Cameron in The Horde, Dana Plato in Night Trap, Tia Carrere in The Daedalus Encounter, Christopher Lloyd in Toonstruck, Tim Curry in Frankenstein: Through the Eyes of the Monster. Queste esperienze pionieristiche generalmente non si rivelarono utili per il rilancio degli attori; solo vent'anni dopo il medium dei videogiochi è divenuto ambito anche per attori di prim'ordine.
I costi di produzione erano molto bassi e consentivano l'utilizzo di set amatoriali, illuminazioni, costumi ed effetti speciali di basso livello. I titoli animati spesso univano filmati di vecchi anime o si rifacevano a studi d'animazione all'estero per ridurre i costi. Inoltre, la qualità del video in questi primi giochi era bassa e il gameplay non era molto popolare. In quel periodo, altre console come 3DO, CD-i e Sega CD adottarono delle produzioni in economia per diversi giochi interattivi di bassa qualità. Aziende come Digital Pictures e American Laser Games nacquero apposta per produrre videogiochi full-motion.
Inoltre, la multimedialità stava diventando molto popolare in quel periodo e di conseguenza aumentò l'interesse nei confronti degli FMV poiché i consumatori erano attratti da questa nuova tecnologia interattiva. Il FMV e in particolare lo standard video MPEG erano visti come destinati a rivoluzionare l'elettronica nel prossimo futuro. Il personal computer si stava rapidamente evolvendo durante la prima metà degli anni novanta diventando anche una macchina per l'intrattenimento domestico. Il gioco stesso stava emergendo dal suo mercato di nicchia con l'uscita di sistemi operativi più facili da usare e più potenti, come ad esempio Windows 95 di Microsoft, che sfruttavano capacità di elaborazione in continua evoluzione.
Anche le console videoludiche registrarono incredibili progressi nelle presentazioni e nella grafica ed hanno contribuito alla crescita della consapevolezza del mercato di massa. La Sony ha fatto il suo debutto nel mercato delle console con l'uscita della PlayStation a 32 bit, molto probabilmente la prima console a diffondere in maniera massiccia i FMV. Parte dell'hardware era costituita da un'unità di elaborazione M-JPEG che consentiva una qualità e una risoluzione di gran lunga superiore rispetto alle altre piattaforme dell'epoca.
I FMV nei videogiochi di oggi consistono in sequenze video pre-renderizzate in CGI di alta qualità ma l'utilizzo dei Full Motion Video come una caratteristica principale per vendere è diminuito nel corso del tempo, soprattutto a causa degli sviluppi grafici nei moderni sistemi videoludici che permettono di ottenere un'elevata qualità visiva. I filmati digitalizzati di attori reali da inserire nei videogiochi iniziarono a non essere più impiegati nei primi anni duemila con alcune eccezioni come ad esempio  Ace Combat Zero: The Belkan War (2006), Command & Conquer 4: Tiberian Twilight (2010), Tesla Effect (2014), Need for Speed (2015) e Obduction (2016).

## Formati e tecnologie
I giochi arcade Nintendo della serie Simulation System, iniziata nel 1974 con Wild Gunman, utilizzavano pellicole e proiettori per visualizzare i bersagli in movimento, con il vantaggio di offrire video senza i problemi di qualità e artefatti di compressione che affliggeranno i successivi formati digitali. I primi anni ottanta videro l'uso quasi esclusivo del Laserdisc per i giochi FMV. Molti giochi arcade impiegavano tale supporto, ma in seguito venne considerato come una moda passeggera e non venne più impiegato.
Con la rinascita dei giochi FMV nei primi anni novanta in seguito all'avvento del CD-ROM, gli sviluppatori più importanti creavano di solito i propri formati da utilizzare per gli FMV e ottimizzati per il contenuto del video (live-action o animato), poiché le CPU non erano ancora in grado di riprodurre l'MPEG-1 in tempo reale prima dell'arrivo sul mercato dei processori Intel i486 e Pentium. Le console, d'altra parte, utilizzavano un codec di terze parti (ad esempio, il Cinepak per i giochi del Mega-CD) oppure un formato proprietario (ad esempio il CD-i di Philips). La qualità video aumentava costantemente man mano che le CPU diventavano sempre più potenti e capaci di supportare la compressione e decompressione di filmati di qualità superiore. The 7th Guest, uno dei primi titoli ad esser pubblicato su (doppio) CD-ROM, è stato tra i primi giochi ad offrire degli FMV di qualità con risoluzione 640x320 a 15 fotogrammi al secondo in un formato sviluppato appositamente dal programmatore Graeme Devine.
Altri esempi di formati proprietari sono il VMD (Video and Music Data) di Sierra, impiegato in giochi come Gabriel Knight 2 e Phantasmagoria, o il formato VQA dei Westwood Studios, usato nella maggior parte dei loro titoli giochi realizzati dalla metà degli anni novanta fino al 2000 con Command & Conquer: Tiberian Sun Firestorm. Questi formati video inizialmente offrivano una qualità video molto bassa, a causa delle limitazioni tecniche delle macchine che dovevano eseguire i giochi. Tra i problemi principali vi erano il ghosting e distorsioni in sequenze con movimenti veloci, pixelizzazione intensa e pallette di colori limitata. Tuttavia, ogni gioco spingeva al massimo le potenzialità tecnologiche e riuscivano ad ottenere una buona resa nonostante i problemi di qualità.
Johnny Mnemonic: The Interactive Action Movie è stato il primo titolo FMV realizzato da uno studio cinematografico, la Sony Imagesoft, e costato oltre 3 milioni $. Invece di includere le scene tratte direttamente dall'omonimo film diretto da Robert Longo, la Sony ha ingaggiato il regista Douglas Gayeton per scrivere e filmare una trama completamente nuova apposta per il videogioco. L'interattività del CD-ROM è stata resa possibile tramite il motore Cine-Active, basato sul codec QuickTime 2.0.
Wing Commander III: Heart of the Tiger è stato uno dei titoli FMV più importanti realizzati nel 1994, con grandi attori hollywoodiani come ad esempio Mark Hammill e Tim Curry. La qualità video nel gioco ha sofferto in modo significativo dei problemi di compressione ed era quasi visivamente indecifrabile in alcune scene; tuttavia, ciò non ha impedito al titolo di guadagnare importanti elogi per la sua innovativa combinazione gameplay/FMV. Il suo sequel, Wing Commander IV: The Price of Freedom, usava un codec video personalizzato simile nella sua versione su CD-ROM, ma una successiva pubblicazione limitata su DVD-ROM impiegò il codec MPEG-2 che migliorarono notevolmente la qualità dei filmati. Tuttavia, all'epoca era necessaria una scheda di decodifica hardware per riprodurre il video con qualità DVD su un PC. Wing Commander IV è stato anche il primo gioco ad aver usato la pellicola al posto videocassetta per riprendere le scene FMV per ottenere un transfer di maggiore qualità.
Un'eccezione alla regola è stata The 11th Hour, il sequel di The 7th Guest, che presentava dei FMV con risoluzione 640×480 a 30 fotogrammi al secondo su 4 CD. Il team di sviluppo aveva lavorato per tre anni allo sviluppo di un formato in grado di rendere al meglio il video, in quanto il regista delle sequenze live-action non aveva girato le sequenze FMV in un modo da poterle facilmente comprimere. Ciò si rivelò tuttavia la rovina stessa del gioco, poiché la maggior parte dei computer dell'epoca non era ancora in grado di riprodurre il video a piena risoluzione. Gli utenti erano generalmente costretti a selezionare un'opzione che riproduceva i video a una risoluzione inferiore di un quarto ed in bianco e nero.
Con il lancio di console con un'unità ottica integrata come ad esempio il Sega Saturn e la PlayStation, i produttori hanno iniziato a dedicarsi più attivamente a fornire agli sviluppatori delle funzionalità FMV di qualità superiore. La Sony aveva incluso dei sistemi di ottimizzazione nell'hardware della propria console per la tecnologia proprietaria MDEC (Motion decompression) mentre Sega aveva scelto di dedicarsi al lato software lavorando internamente sull'ottimizzazione del Cinepak e ottenendo la licenza per la tecnologia di decompressione video dalla Duck Corporation di New York. Mentre l'offerta della Duck veniva elogiata per la sua qualità (presentata in giochi come Enemy Zero, i principali titoli di lancio negli Stati Uniti e gli adattamenti Saturn dei successi di console arcade della serie Sega AM2) l'opaco licensing e i regolamenti dei diritti d'autore hanno impedito l'impiego delle loro tecnologie al di fuori dei principali sviluppatori giapponesi e statunitensi.
La tecnologia TrueMotion di Duck è stata estesa anche ai PC e ai Macintosh, con Star Trek: Borg e Star Trek: Klingon, i giochi dedicati alla serie di X-Files, Final Fantasy VII, il sequel di Phantasmagoria, Phantasmagoria II: A Puzzle of Flesh e altri titoli.
La popolarità dei giochi con sequenze live-action e FMV si è attenuata verso la fine degli anni novanta, quando la RAD Game Tools aveva introdotto il nuovo formato true-color Bink video. Gli sviluppatori hanno subito adottato il formato grazie ai suoi elevati rapporti di compressione e alle caratteristiche fatte apposta per i videogiochi.
Alla fine degli anni novanta, la Duck aveva in gran parte accantonato il suo supporto per il mercato delle console per concentrarsi invece sulla creazioni di formati per i video trasmessi via internet. Duck è diventata nota al pubblico come On2 Technologies e le versioni successive delle sue tecnologia sono state concesse in licenza ad Adobe e Skype per poi esser infine acquistate (insieme alla società) da Google come base per il WebM. Una prima versione open source del formato corrisponde al codec Theora della Xiph.
Windows Media Video, DivX, Flash Video, Theora e WebM sono ora anche i principali formati video del mercato. Il DivX è utilizzato in diversi titoli Nintendo GameCube, tra cui Star Wars Rogue Squadron III: Rebel Strike.